# Gustaf Johann Taube von Odenkat
Gustaf Johann Graf Taube von Odenkat (schwedisch: Gustaf Johan Taube af Odenkat; * 17. Juli 1796 in Risberga (Östergötland, Schweden); † 22. September 1872) war ein schwedischer Graf, Hofmarschall und Statthalter des Stockholmer Schlosses.

## Leben

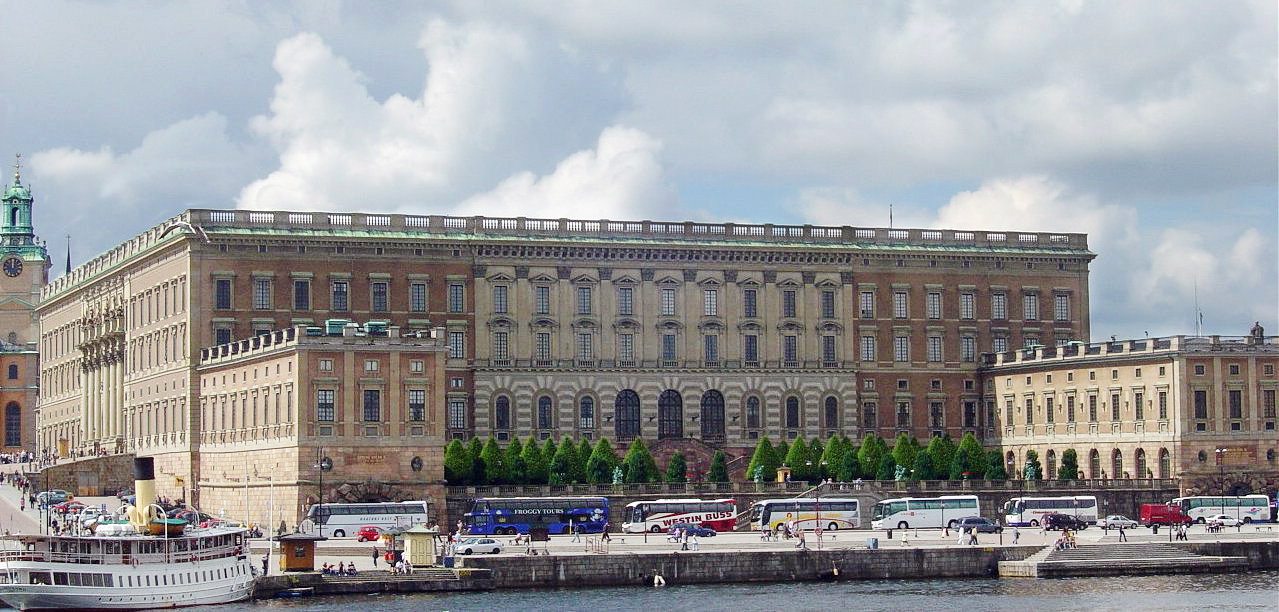
Stockholmer Schloss

Gustaf Johann, stammte aus dem deutsch-schwedisch-baltischen Adelsgeschlecht der „von Taube“, er trat 1815 im Dragoner-Leibregiment seinen Militärdienst an. 1816 wurde er zum Leutnant und 1818 zum Rittmeister im Generalstab befördert. Bis 1828 versah er mehrere Aufgaben in der schwedischen Armee und nahm am 14. April 1829 als Major seinen Abschied. 1830 wurde er Hofmarschall am schwedischen Hof und 1832 Statthalter des Stockholmer Schlosses.

## Familie
Gustav Johann war der Sohn von Gustaf Diedrich Graf Taube von Odenkat (1761–1822) und Anna Margareta Fredrika von Strokirch (1786–1820). Sein Bruder Friedrich Wilhelm Taube von Odenkat (1813–1888) war schwedischer Generalmajor. Gustaf Johann war mit Christina Ulrika Lagerbring (1798–1862) verheiratet, die bis 1836 Hofmeister der königlichen Kinder war. Sie hatten fünf Söhne, unter denen und ihren Nachkommen die gräfliche Erbfolge wechselte:
- Gustaf Eduard Graf Taube von Odenkat (* 1818 in Uppsala; † 1899 in Stockholm), erster fürstlicher Erbfolger
- Carl Friedrich Taube von Odenkat (* 1820–?)
- Arvid Graf Taube von Odenkat (1821–1887)
- Gustaf Diedrich (Gösta) Graf Taube von Odenkat[2] (* 1823 in Stockholm; † 1887 in Vänersborg, Schweden) war bei der „Eisenbahngesellschaft Uddevalla-Vänersborg-Herrljunga“ Material- und Finanzverwalter. Er heiratete 1852 in 1. Ehe Anna Maria Lindfors (1827–1852) und 1866 in 2. Ehe Emilie Maria Lindquist. Aus der ersten Ehe stammte Gustaf Johann (1852–1895); aus der zweiten Ehe stammten Carl Gustaf (1867–1941) und Eduard (1868–1888).
  - Carl Gustaf Graf Taube von Odenkat (1867–1941), vierter fürstlicher Erbfolger
    - Carl Friedrich Berent Graf Taube von Odenkat (1909–1993) fünfter gräflicher Erbfolger
      - Carl Arvid Graf Taube von Odenkat (1944–2001), sechster Erbfolger, mit ihm starb das gräfliche Hauses Odenkat in der männlichen Erbfolge aus.
- Henning Adolf Graf Taube von Odenkat (1826–1880 in Stockholm) war Landesvermessungsingenieur und Publizist[3]. Er heiratete 1850 Gertrud Helena Sofia Adelsköld (1828–1916), mit ihr hatte er folgende Nachkommen: Henning Gustaf Johann Graf Taube von Odenkat (1851–1927); Arvid Fredrik Graf Taube von Odenkat (1853–1930), Carl Eberhard Graf Taube von Odenkat (1854–1934) sowie drei weitere Söhne und fünf Töchter.
  - Henning Gustaf Johann Graf Taube von Odenkat[4] (* 1851 in Låssa Upplands-Bro (Gemeinde), Schweden; † 1928 oder 1927 in New York City) war Großhändler, Industrieller und Vizepräsident der schwedischen Handelskammer in den USA. Er war der zweite gräfliche Erbfolger und mit Margaret Madge Goodman-Eaton (1858–1931) verheiratet, ihre Nachkommen waren: Henning Oriel Taube (1884–1958), Margaret Kerstin Taube (* 1888), Kerstin Helene Taube (* 1893) und Arvid Eaton Taube (1894–1970), die alle in den Vereinigten Staaten geboren und verstorben sind. Die erbliche Nachfolge trat sein Bruder Carl Eberhard an.
  - Carl Eberhard Graf Taube von Odenkat (1854–1934), dritter fürstlicher Erbfolger
  - Arvid Friedrich Graf Taube von Odenkat (1853–1916), schwedischer Außenminister